# Nilay Konar
Nilay Konar (Ankara, 30 d'agost 1980) és una jugadora de voleibol turca. Actualment juga al BJK d'Istanbul.